# Batalla de Pontlieue
La batalla de Pontlieue va tenir lloc el dia 10 de desembre de 1793; durant la Revolta de La Vendée, els Vendéans s'apoderaren de la ciutat de Le Mans.

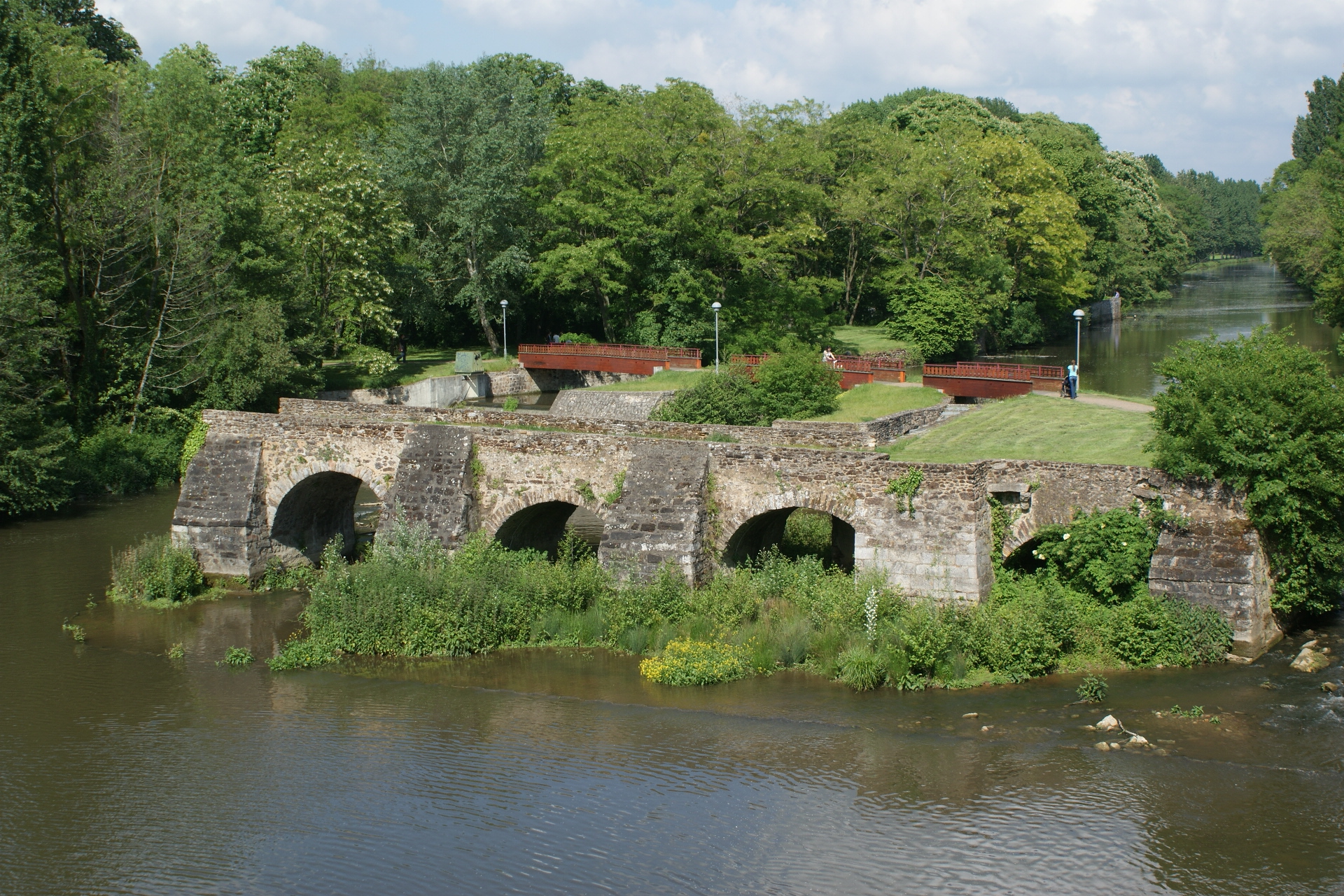
El pont dit dels vendeans prop de Le Mans

Després de la seva victòria a la batalla de La Flèche el 8 de desembre, els Vendéans es van dirigir a Le Mans. Alertats, els defensors de la ciutat van construir fortificacions bàsiques, un reducte a Pontlieue al moll de la Missió darrere del pont, un altre de 4 canons a la carretera de Foulletourte i un lloc i abatiment de fusta al gual de Maulny. A Mans, l'alcalde Pierre Potier de la Morandière hauria ordenat l'afusellament de 200 a 300 presoners reialistes, incloent un gran nombre de dones, però el representant del Govern republicà, Garnier de Saintes hauria impedit l'execució. Per defensar-se, les forces republicanes només sumaven 3.000 a 4.000 homes, inclosos 200 hússars, la Guàrdia Nacional, tres batallons de voluntaris, un de Valenciennes i l'altre de Saint-Denis-d'Orques en Sarthe. i un darrer format recentment per joves requisats, mal armats i que mai no han lluitat. Aquestes forces estan comandades pel general Chabot i el representant Jacques Garnier dit Garnier de Saintes.
El 10 de desembre, els Vendéans i els Chouans van arribar a Le Mans i van atacar a tres fronts, Pontlieue, Maulny i Saint-Gilles. Tanmateix, els republicans no eren prou nombrosos com per resistir i es van adoptar posicions en mitja hora o tres quarts d'hora. L'enfrontament més greu es va produir al pont de Pontlieue, on van ser rebutjats en particular 50 hússars. Els Vendéans van apoderar-se de Le Mans per perseguir-los, tot i que 1.500 defensors van aconseguir resistir bastant llargament als carrers de la ciutat.
Posteriorment, milers de vendeans acompanyats de ferits, malalts, dones i nens van abocar a la ciutat. Requisaren habitatge, menjar i roba. Es comet un saqueig i l'endemà alguns presoners són afusellats segons l'informe dels administradors de Sarthe1, però en petit nombre, però, segons l'historiador Émile Gabory, els presos republicans són alliberats després de la batalla.
Els republicans de Chabot i Garnier van tornar a caure sobre Alençon on van entrar amb 2.000 homes el 12 de desembre.